# Костолње Крачани
Костолње Крачани (слч. Kostolné Kračany, мађ. Egyházkarcsa) насељено је мјесто са административним статусом сеоске општине (слч. obec) у округу Дунајска Стреда, у Трнавском крају, Словачка Република.

## Становништво
| Година:    | 1994. | 2004.    | 2014.   | 2024.    |
| ---------- | ----- | -------- | ------- | -------- |
| Број људи: | 1071  | 1222     | 1305    | 1494     |
| Разлика:   |       | +14,09 % | +6,79 % | +14,48 % |

| Година:    | 2023. | 2024.   |
| ---------- | ----- | ------- |
| Број људи: | 1464  | 1494    |
| Разлика:   |       | +2,04 % |

Према подацима о броју становника из 2011. године насеље је имало 1.272 становника.